# Nail'd
Nail'd è un simulatore di guida sviluppato da Techland e pubblicato da Deep Silver per Microsoft Windows, PlayStation 3 e Xbox 360 nel 2010.

## Modalità di gioco
Il gioco permette di mettersi alla guida di svariati quad e moto da cross, i primi più stabili mentre le seconde più veloci, affrontando quattordici diverse competizioni, divise in gare ambientate in quattro differenti zone: Grecia, Yosemite Park, Cordigliera delle Ande e deserto dell'Arizona, le quali costituiscono la modalità Campionato. Lo scopo è quello di correre attraverso i vari circuiti cercando di evitare eventuali pericoli inattesi, come ad esempio delle pale eoliche o le rovine di un tempio.
Il giocatore dovrà attraversare necessariamente delle zone determinate per ottenere nitro e scegliere il migliore tra i percorsi disponibili che gli permetteranno di effettuare i salti più imponenti, facendo attenzione a non cadere al suolo. Realizzando delle acrobazie, eseguibili raggiungendo la velocità massima, si accumuleranno dei nitro, utilizzabili successivamente. Oltre a ciò sono presenti delle sfide rapide ed una modalità multigiocatore online per un massimo di dodici persone.

## Colonna sonora
La colonna sonora del gioco comprende brani heavy metal di band famose come i Rise Against, Slipknot ed i Queens of the Stone Age.

## Accoglienza
Secondo il sito aggregatore di recensioni Metacritic, Nail'd ha ricevuto recensioni "miste o nella media" su tutte le piattaforme. In Giappone, la rivista Famitsū ha assegnato alle versioni PlayStation 3 e Xbox 360 un punteggio di 30 su 40. La rivista Play Generation diede alla versione per PlayStation 3 un punteggio di 79/100, apprezzando il fatto che fosse spettacolare e con una notevole sensazione di velocità, rendendosi estremamente rapido e come contro la sua estrema semplicità e la presenza di qualche rallentamento nelle fasi più concitati, finendo per trovarlo un titolo che offriva salti incredibili e velocità da infarto, per un gioco arcade magari semplice, ma decisamente spettacolare.